# Lasioglossum clarum
Lasioglossum clarum är en biart som först beskrevs av Nurse 1902.  Lasioglossum clarum ingår i släktet smalbin, och familjen vägbin. Inga underarter finns listade i Catalogue of Life.